# Sjumandjaja
Sjumandjaja né le 5 août 1933 à Batavia et mort le 19 juillet 1985 à Jakarta, est un réalisateur indonésien. Au cours de sa carrière, il a écrit de nombreux films, en a réalisé quatorze, joué dans dix et en a produit neuf ; il a également remporté cinq prix Citra du Festival du film indonésien. Ses films reflétaient le réalisme social.

## Biographie
Sjumandjaja est né à Batavia (aujourd'hui Jakarta), Indes orientales néerlandaises, et y a grandi. Au lycée, il s'est intéressé à l'écriture créative et au jeu d'acteur, rejoignant finalement le Senen Artists 'Group. En 1956, lorsqu'une de ses nouvelles est adaptée en film, Sjumandjaja devient actif dans l'industrie cinématographique, écrivant deux films pour la société de production Persari. Après avoir reçu une bourse du gouvernement, il s'installe à Moscou et fréquente l'Institut national cinématographique de toute l'Union. À son retour en Indonésie en 1965, Sjumandjaja a pris un emploi au ministère de l'Information et a continué à écrire des scénarios. En 1971, après avoir quitté le ministère, il réalise son premier long métrage, Lewat Tengah Malam (Past Midnight). Il a continué à écrire et à réaliser des films jusqu'à sa mort d'une crise cardiaque le 19 juillet 1985.
Selon certaines informations, un réalisateur strict, Sjumandjaja valorisait la valeur créative plutôt que de recevoir un cachet de réalisateur. Il s'est marié trois fois et a eu trois enfants, deux avec sa première femme et un avec sa seconde. Son fils, Sri Aksana, est l'ancien batteur de Dewa 19, et sa fille Djenar Maesa Ayu est également une réalisatrice lauréate du prix Citra.